# Ліссе (Нідерланди)
Ліссе (нід. Lisse МФА: [ˈlɪsə] вимоваⓘ) — муніципалітет і місто в Нідерландах, у провінції Південна Голландія
Населення міста станом на 1 січня 2010 року становить 22 321 особа.

## Історія
Ліссе вперше згадується в документі, датованим 1198 роком. У середні віки Ліссе було невеличким селом на 50 дворів. Через постійні війни тут процвітала бідність. Мешканці заробляли на життя сільським господарством, тваринництвом, торфом.
У 17-18 століттях у селі починають селитися багаті купці та комерсанти. Ліси Кекенгофа, Меренбурга, Вілдлуста та інших навколишніх поселень доповнили багатство та красу Ліссе.
Наступні століття багато угідь, крім Кекенгофа, знищили задля розведення цибулевих квітів. Щоб підвищити врожайність, у придатні піщані ґрунти навколо містечка внесли добрива. Близькі дюни розрівняли, а ліси усе більше вирубали, щоб розширювати поля під квітковий бізнес, що принесло у регіон достаток та працевлаштування.

## Населення
Станом на 31 січня 2022 року населення муніципалітету становило 23000 осіб. Виходячи з площі муніципалітету 15,69 кв. км., станом на 31 січня 2022 року густота населення становила 1.466  осіб/кв. км.
За даними на 1 січня 2020 року 14,1%  мешканців муніципалітету мають емігрантське походження, у тому числі 8,8%  походили із західних країн, та 5,2%  — інших країн.

## Флористичний центр Нідерландів
Цибулевий бізнес сягнув апогею на початку XX ст. завдяки продажу будинків та земель великим землевпорядникам та квітковим кооперативам. Сьогодні містечко експортує цибулини у понад сотню країн світу.
Ліссе розташоване у мальовничому краї «Дюнно-цибулевий регіон». Головною окрасою міста є Кекенгоф, поля якого навесні нагадують барвистий килим, яким милуються тисячі туристів з усього світу. Також кожну весну у місті проходить квітковий парад. Крім того, у місті розташовані низка цікавих місць, які треба відвідати, зокрема:
- Відреставрований замок 14 століття;
- Палац Кекенгофа (відкритий увесь рік);
- Музей Чорного тюльпана, що демонструє історію нідерландського вирощування квітів.

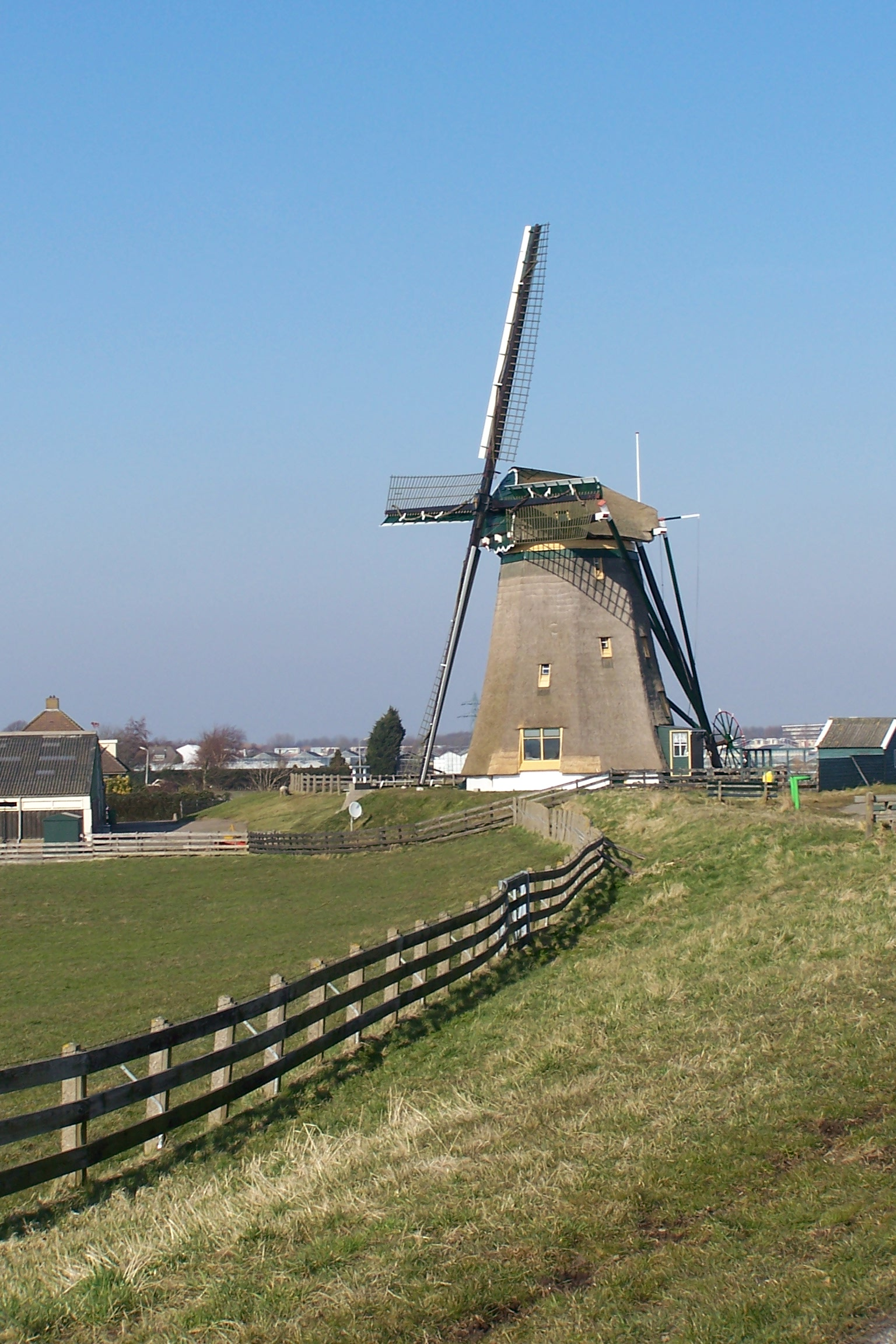
Вітряк у Ліссе

## Спорт
У місті базується футбольна команда «Ліссе», що виступає у нідерландській лізі Топклассе.

## Видатні жителі міста

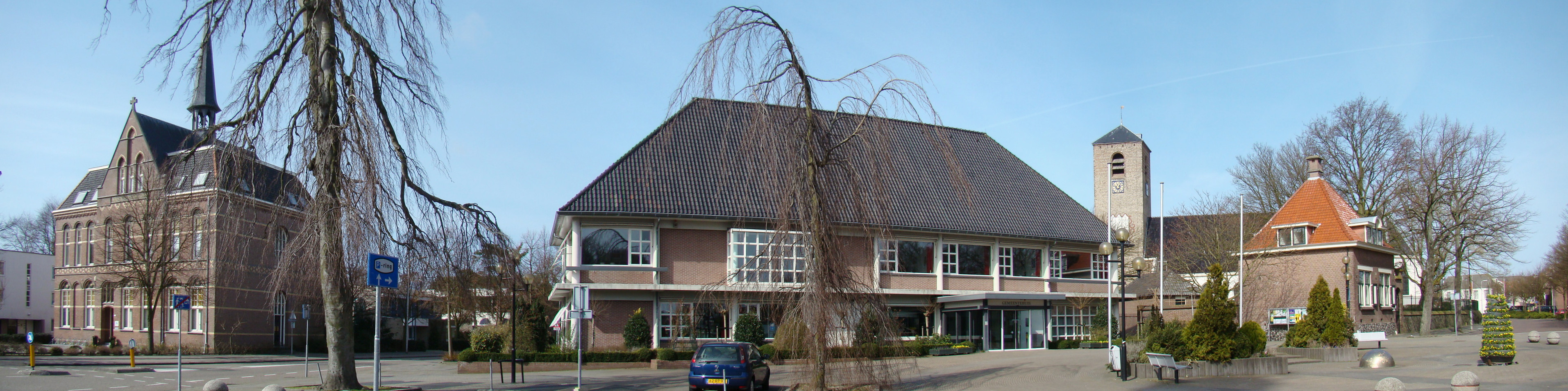
Панорама міста

- Йозеф Сміт (1836—1929) — відомий ілюстратор-анімаліст.
- Якоб Велдгейзен (1927—1977) — пілот авіакомпанії KLM.
- Бастіян Рагас (30 червня 1971) — співак.
- Брам Моленар (нар. 1961) — нідерландський програміст.

## Галерея

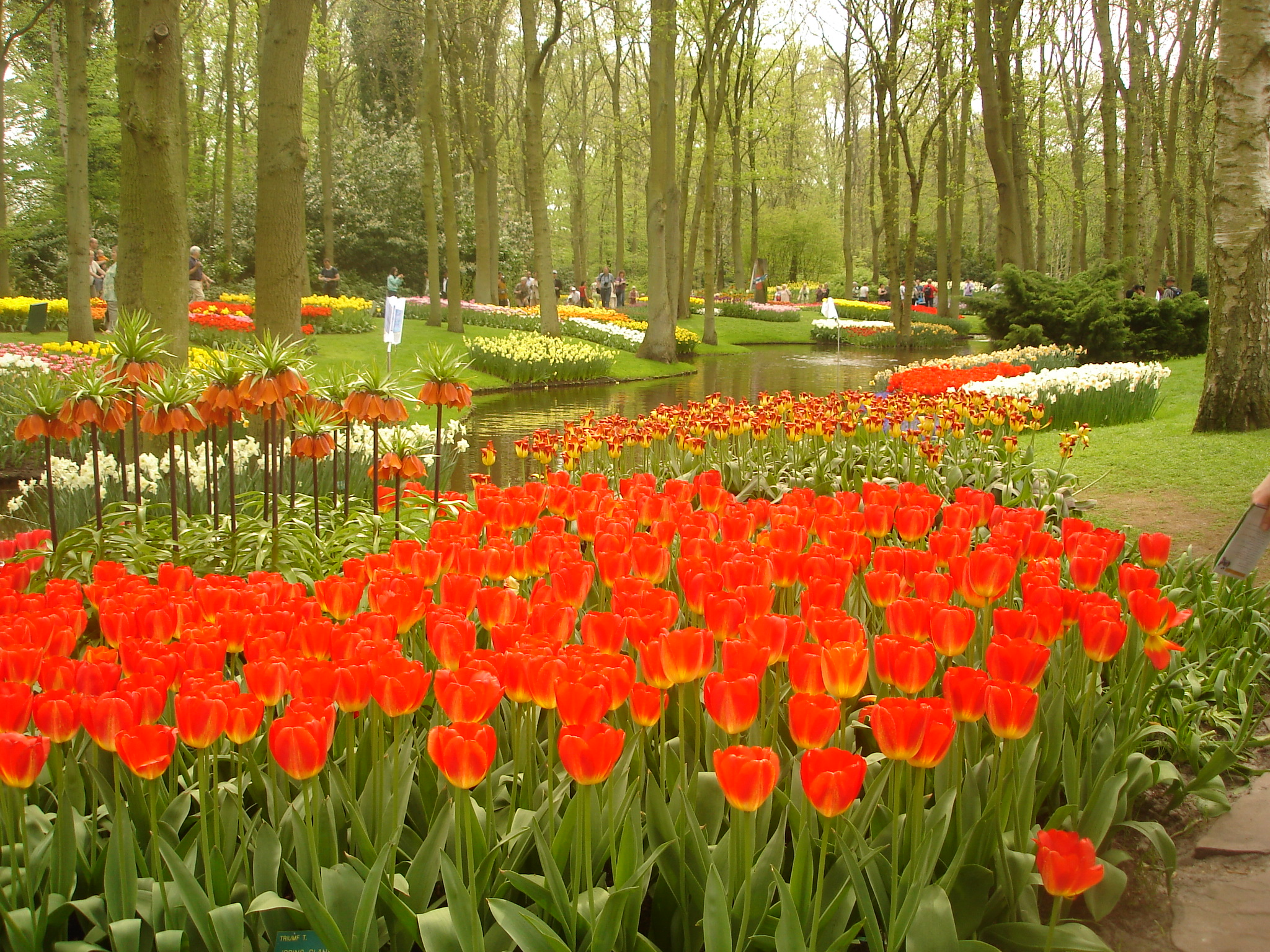
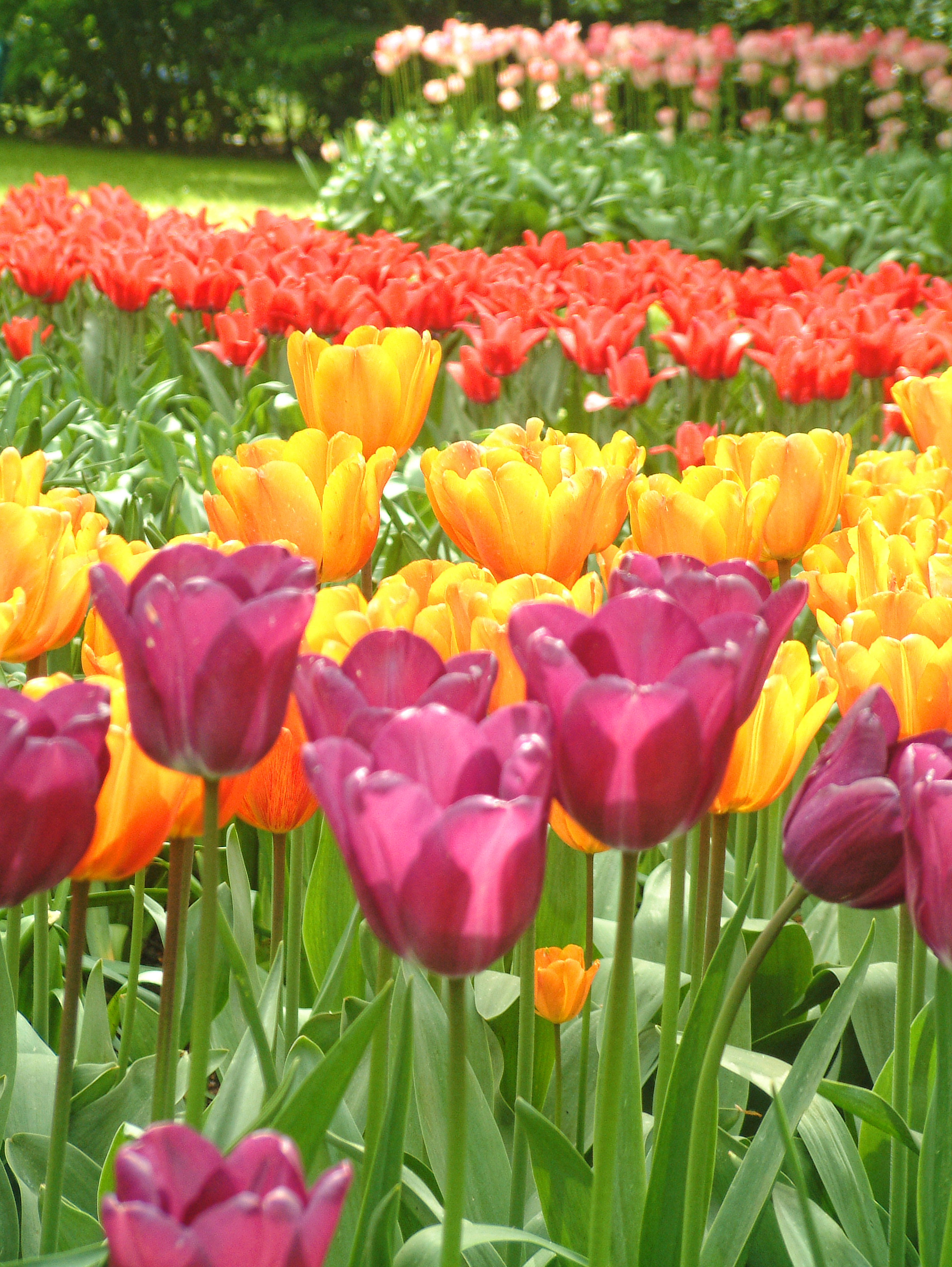
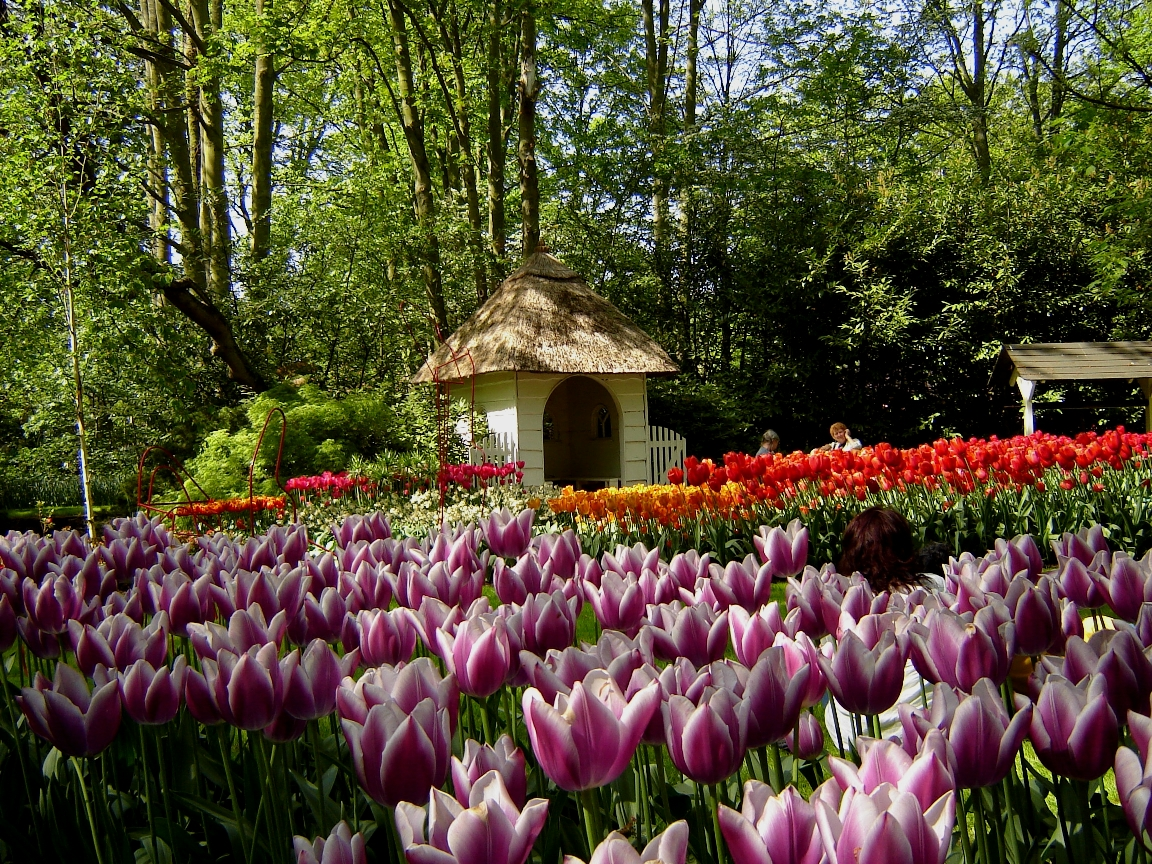
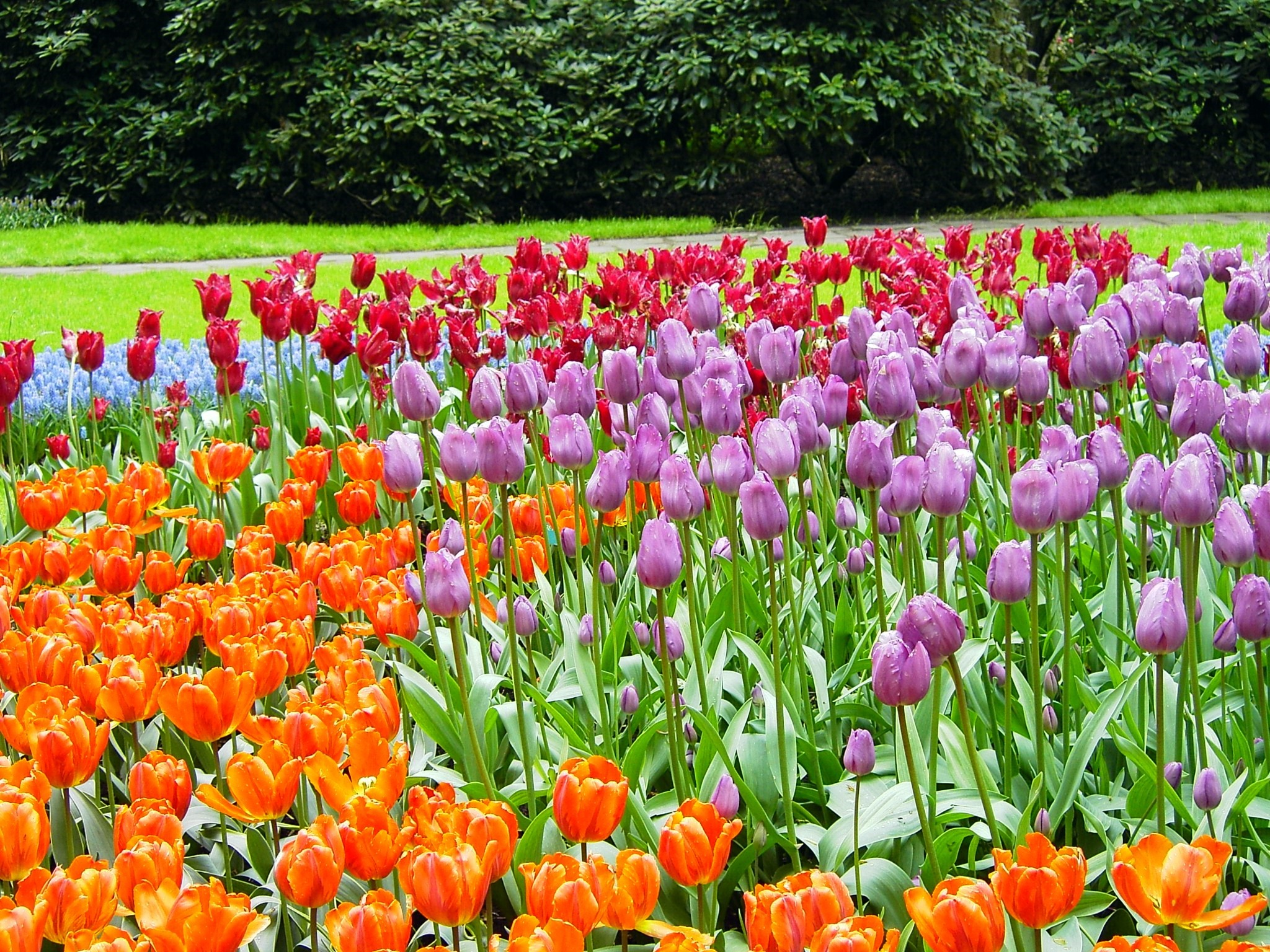
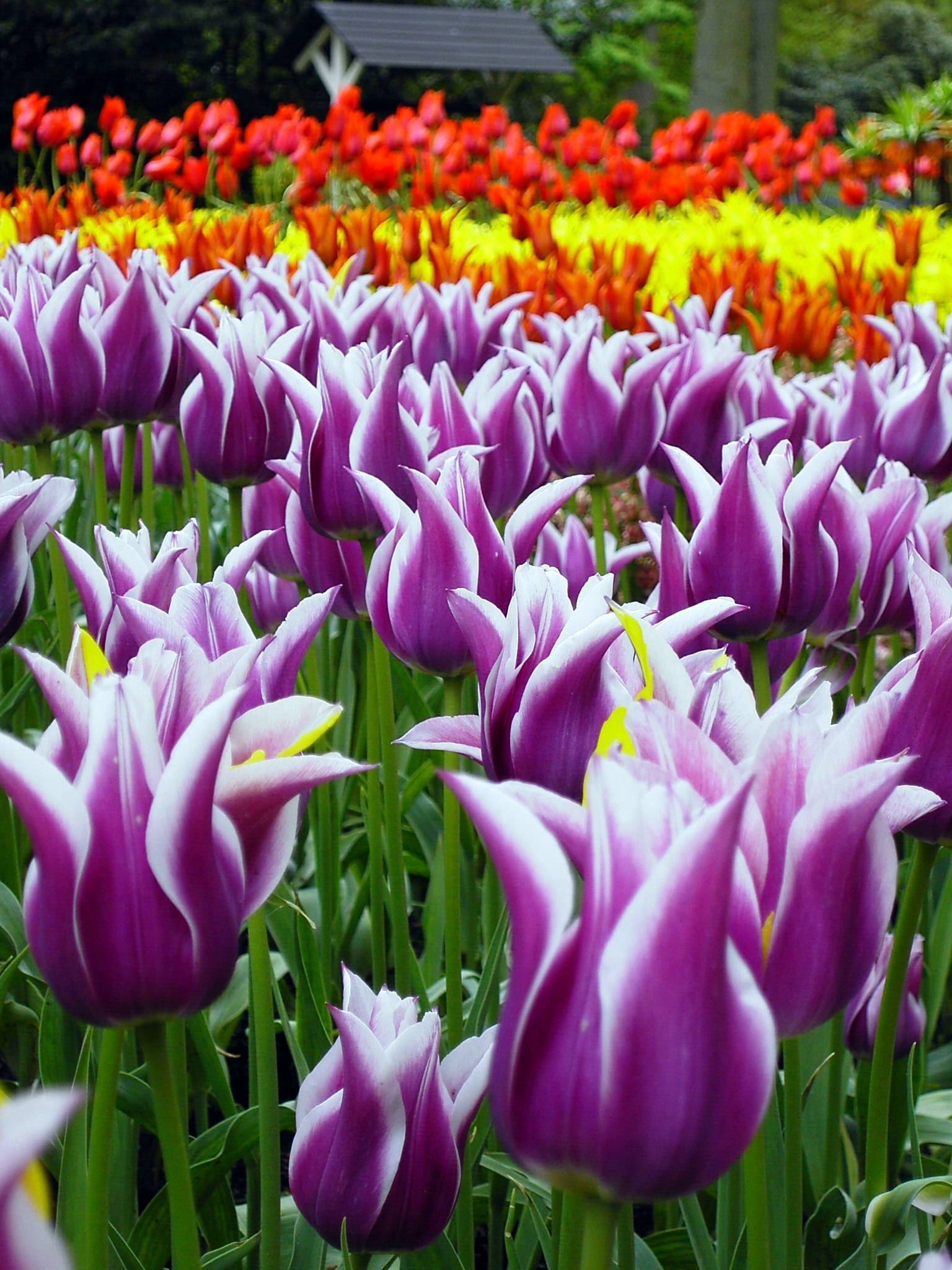
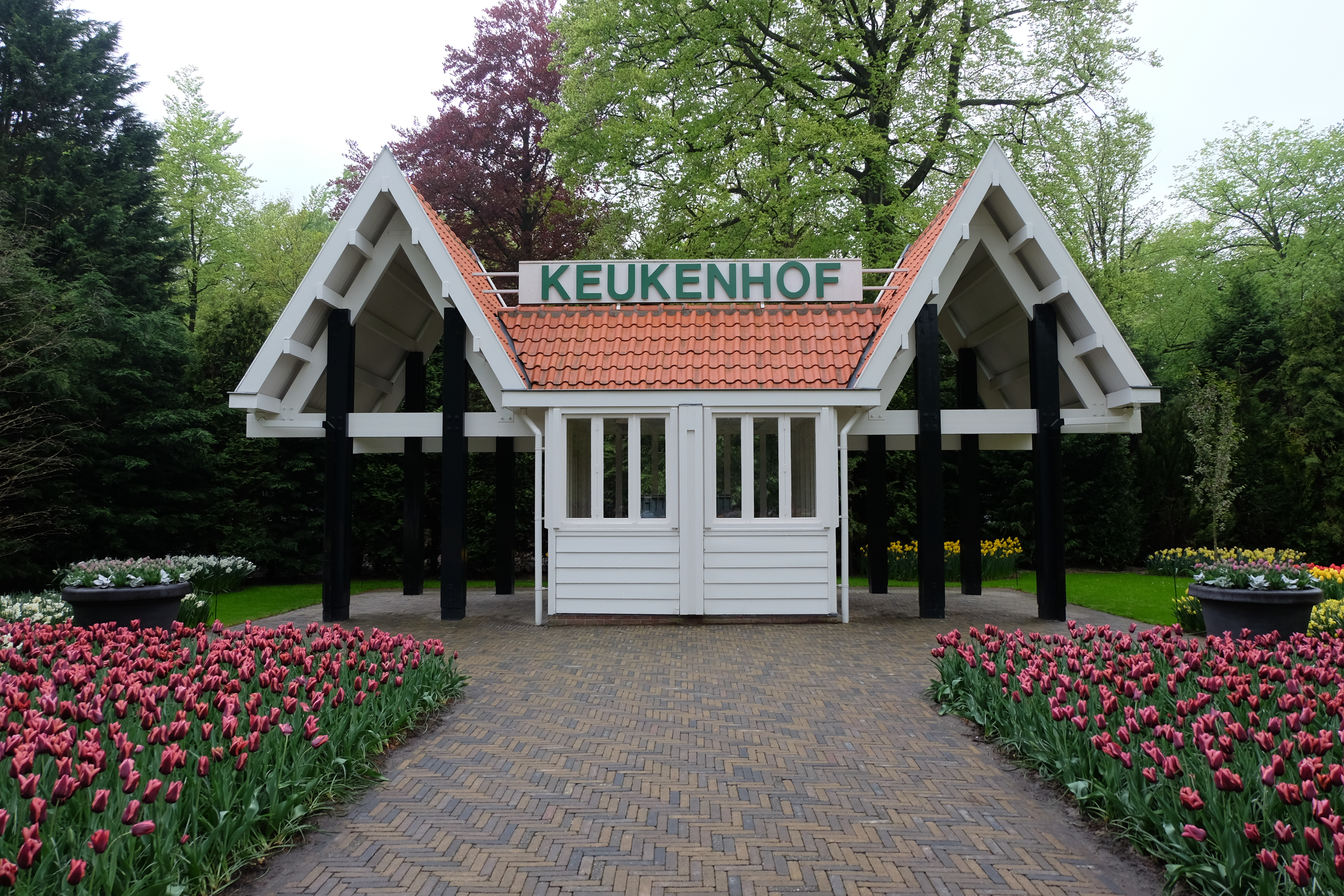
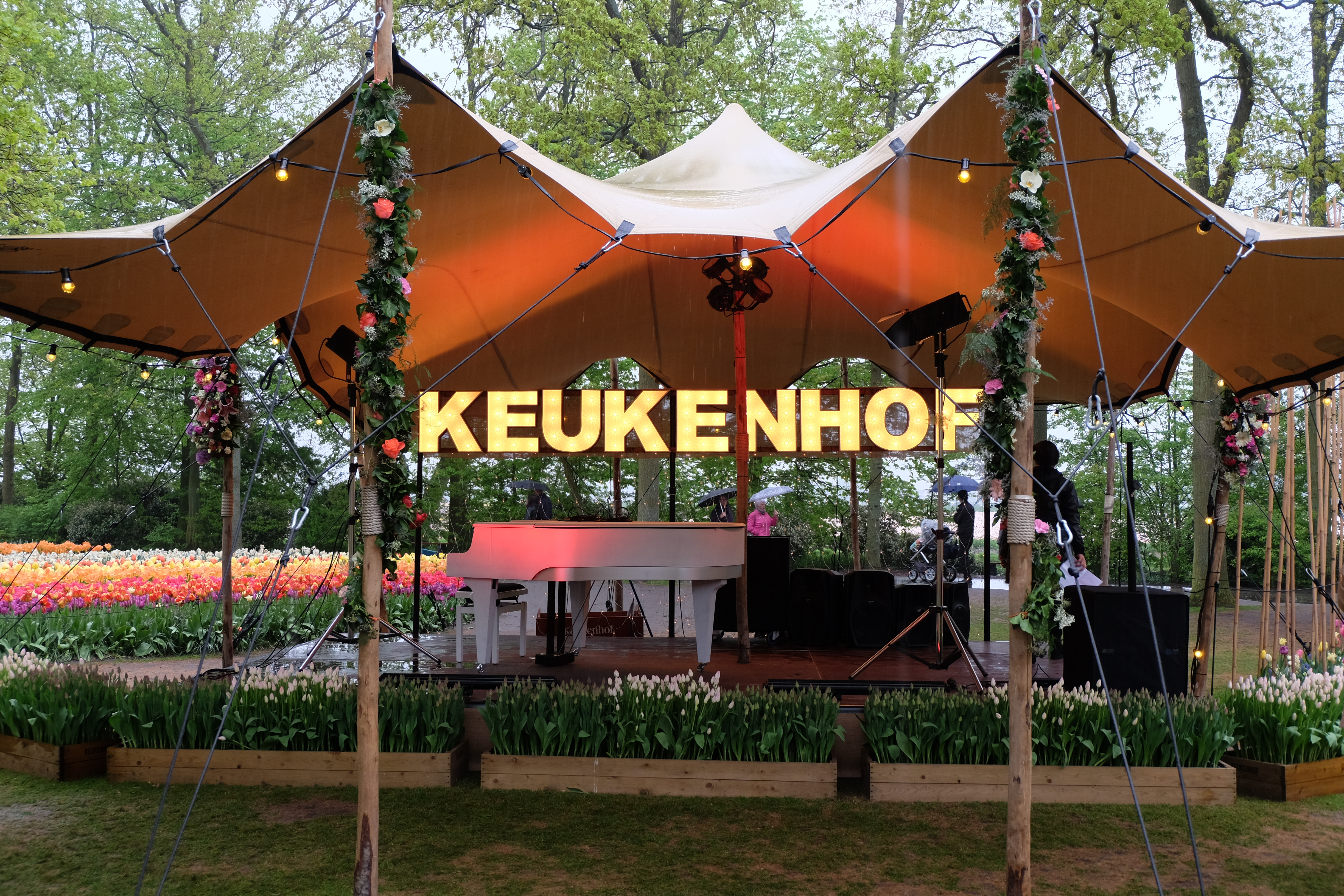
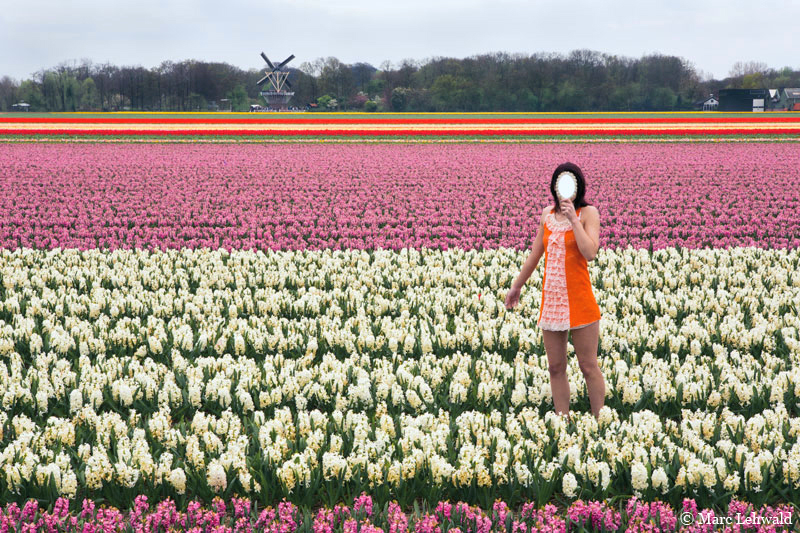
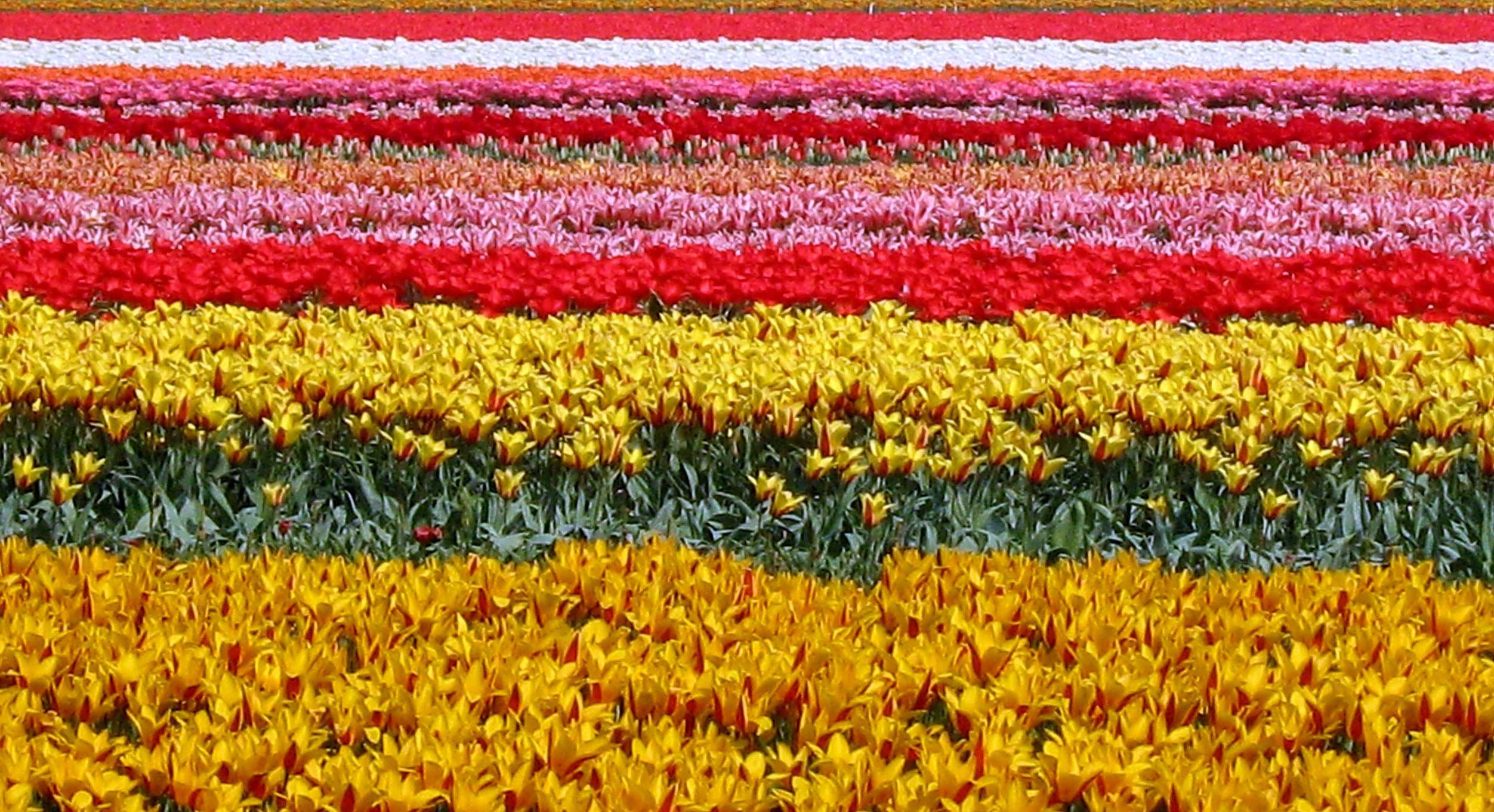
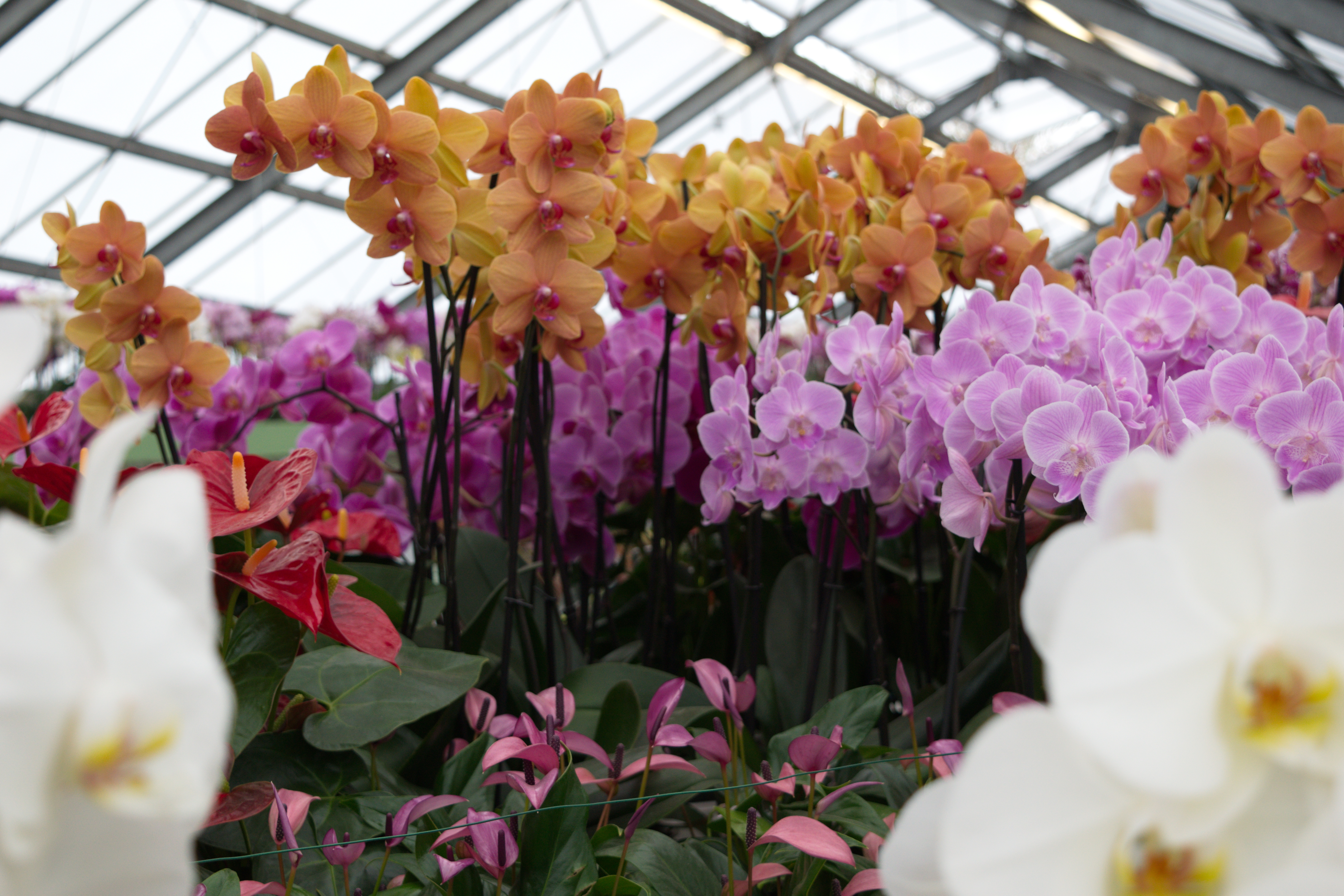
Орхідеї в теплиці
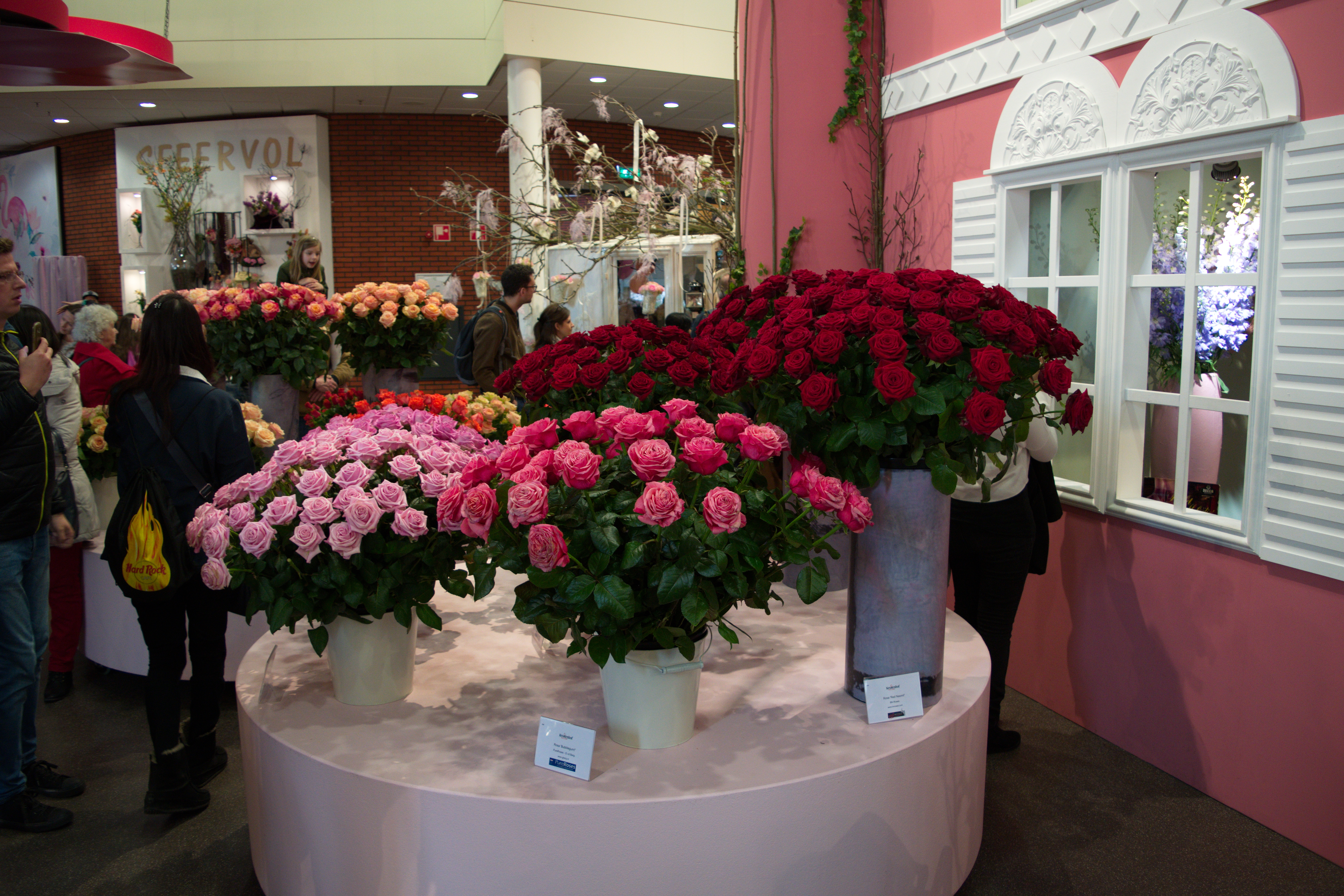
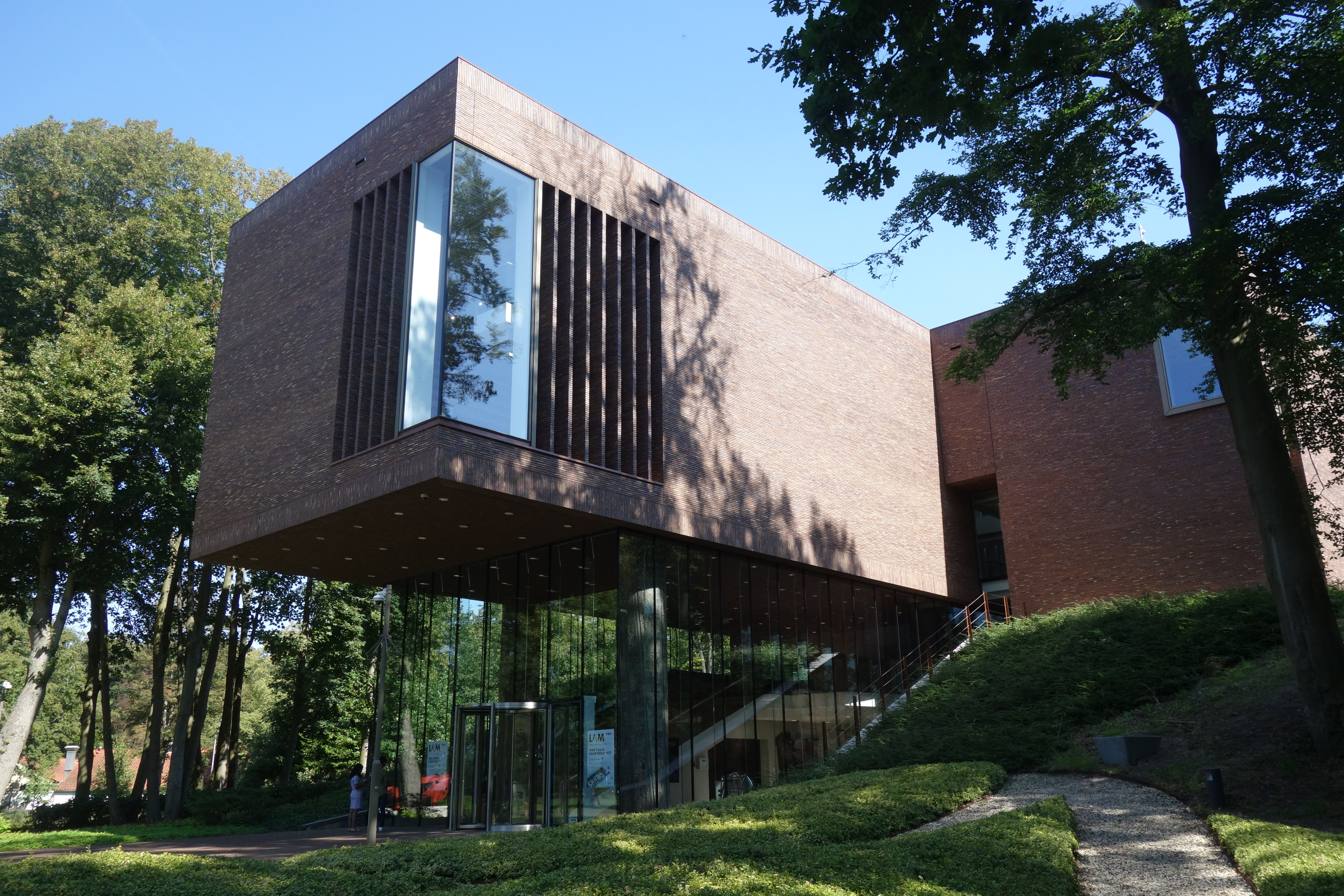
Lisser Art Museum
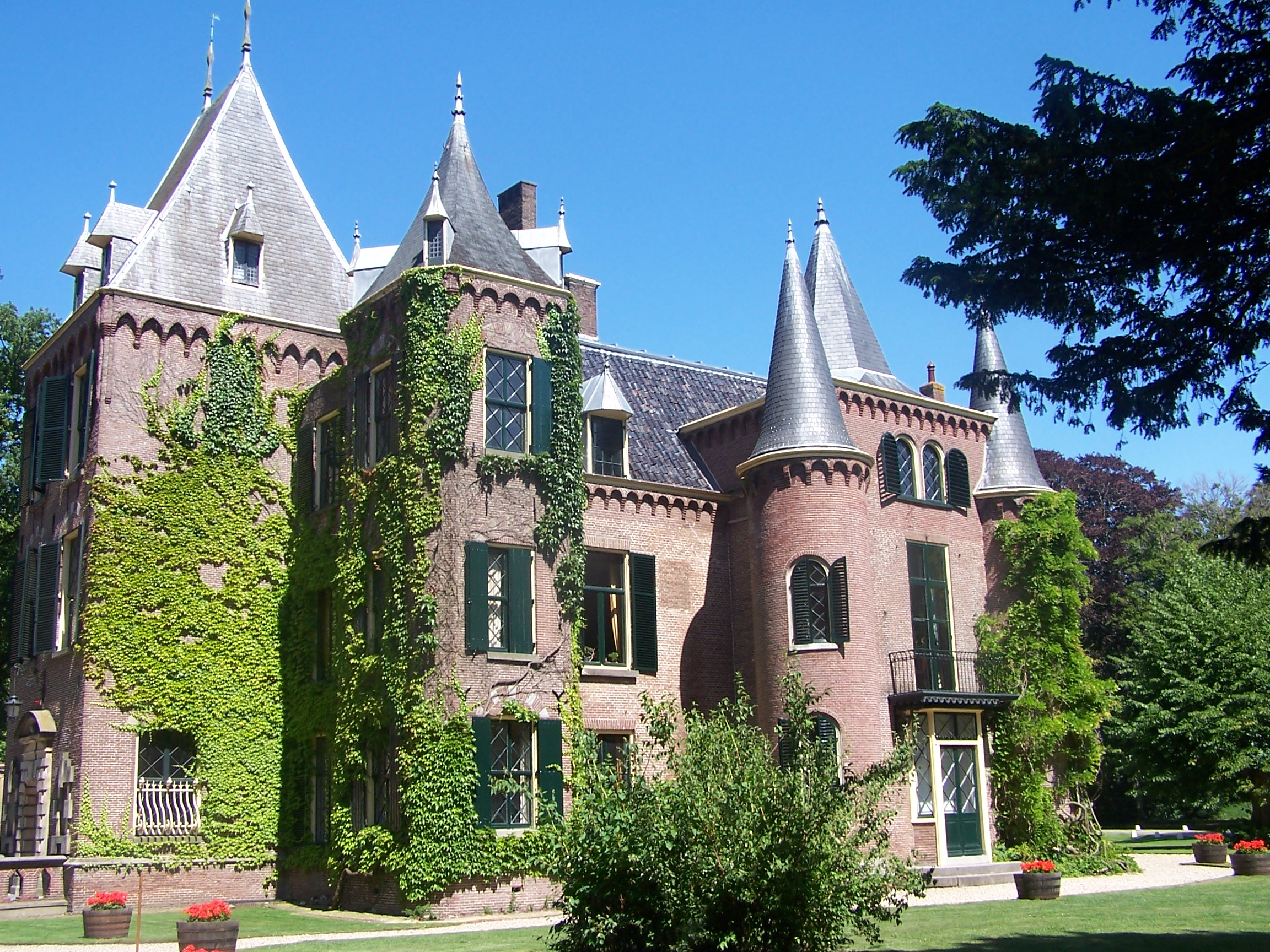
Замок Кекенгофа